# Thomas Percy (1. hrabia Worcester)
Thomas Percy, 1. hrabia Worcester (ur. 1343, zm. 23 lipca 1403) – angielski arystokrata, znany z udziału w rebelii zorganizowanej przez członka jego rodziny, Henry’ego Percy.
Służył w armii angielskiej podczas wojny stuletniej, walcząc przeciwko Francji, gdzie później pełnił liczne funkcje, m.in. był ambasadorem. Otrzymał tytuł hrabiego Worcester w 1397 roku. Został ścięty w 1403 roku.
Percy jest jednym z bohaterów Henryka IV, części 1, sztuki autorstwa Williama Shakespere'a.